# Marco Horácio Barbato
Marco Horácio Barbato (em latim:  Marcus Horatius Barbatus) foi um político da gente Horácia nos primeiros anos da República Romana eleito cônsul em 449 a.C. com Lúcio Valério Poplícola Potito.

## Consulado (449 a.C.)
Marco Horácio pertencia ao ramo Barbato da nobre gente Horácia, uma gente patrícia da Roma Antiga. Foi, assim como seu colega Lúcio Valério, um dos mais firmes adversários do Segundo Decenvirato, especialmente quando ficou claro que os decênviros não renunciariam ao poder depois de terminado seu mandato.
Depois do assassinato de Lúcio Sício Dentato por mercenários armados a mando dos decênviros, enviado para combater os sabinos, e depois da morte de Vergínia, assassinada por seu pai para que não fosse vítima dos desejos sexuais de Ápio Cláudio Crasso Inregilense Sabino, membro mais influente do decenvirato, começaram os tumultos entre as tropas do exército, que estava acampado fora de Roma, e cujos soldados começaram a desertar para se reunirem no Aventino. Horácio e Valério, à frente da revolta popular, foram enviados pelo Senado ao Monte Sacro, onde a plebe estava reunida, com o objetivo de negociarem condições para o fim da revolta, a segunda secessão da plebe.
Foram restaurados o direito de apelação e os poderes dos tribunos da plebe e se combinou a abolição do decenvirato. No mesmo ano, Marco Horácio e Lúcio Valério foram eleitos cônsules e reforçaram os direitos da plebe promulgando as "Leges Valeriae Horatiae", que, entre outros direitos, estabeleceu a inviolabilidade dos tribunos e definiu como seriam as eleições, além de reconhecer o valor jurídico dos plebiscitos. Ápio Cláudio e Espúrio Ópio Córnice se suicidaram enquanto estavam presos, enquanto os outros oito decênviros foram condenados ao exílio.
Neste ínterim, équos, volscos e sabinos novamente entraram em guerra contra Roma. Antes de partirem para enfrentá-los, os dois cônsules mandaram fundir em bronze a Lei das Doze Tábuas. Enquanto Horácio se ocupou dos sabinos, Valério marchou contra volscos e équos, derrotando-os com facilidade, mesmo à frente de um exército desmoralizado e derrotado sob o comando dos decênviros. Contra os sabinos, Horácio, depois de um início de resultados duvidosos, consegue finalmente derrotar o inimigo.
Roma tinha então dois exércitos consulares vitoriosos. Mas o Senado, não perdoando a forma como os dois resolveram a crise, especialmente o recurso ao povo, se recusou a conceder triunfos aos dois. Todavia, pela primeira vez na história de Roma, a assembleia tribal (comitia tributa), ignorando a vontade do senado, decretou um triunfo para os dois.
Lívio conclui seu relato assim:
| “ | Não aparecem com frequência cônsules como Valério e Horácio, que colocam a liberdade do povo antes de seus próprios interesses. | ” |
|   | — Lívio, Ab urbe condita libri III, 64, 3.                                                                                      |   |

Marco Horácio aparece ainda uma última vez, em 444 a.C., o único, junto com Lúcio Valério, entre os ex-cônsules a não participar dos encontros que se seguiram à crise da possibilidade de candidatura da plebe às eleições consulares. Depois que vários senadores propuseram e aprovaram uma sangrenta repressão, prevaleceu a opinião de Tito Quíncio Capitolino Barbato e de Cincinato e foi criada uma nova magistratura: o tribuno consular ("Tribuni militum consulari potestate").